# Atalante
Atalante (en grec antic Ἀταλάντη) era la germana de Perdicas d'Orèstia.
Es va casar amb el general Àtal, amb el qual va anar a la campanya d'Egipte el 321 aC. Va ser assassinada pocs dies després de la mort del seu germà a Egipte, pel mateix exèrcit de Perdicas, que havia decidit condemnar a mort a tots els seus fidels i parents. Alcetes, germà de Perdicas, que havia intentat amagar-se a Termessos, va ser entregat pels habitants de la ciutat a Antígon el Borni i es va suïcidar. Àtal en canvi, que dirigia la flota a Pelúsion, es va poder escapar.